# Microsoft Research
Microsoft Research és la filial de recerca de Microsoft. Es va formar el 1991, amb la intenció d'avançar en la informàtica d'última generació i resoldre problemes mundials difícils a través de la innovació tecnològica en col·laboració amb investigadors acadèmics, governamentals i de la indústria. L'equip de recerca de Microsoft Research utilitza més de 1.000 científics informàtics, físics, enginyers i matemàtics, inclosos els guanyadors del Premi Turing, els guanyadors de la Medalla Fields, els becaris de les Beques MacArthur i els guanyadors del Premi Dijkstra.
Entre 2010 i 2018, es van arxivar 154.000 patents d'intel·ligència artificial a tot el món, i Microsoft tenia el major percentatge d'aquestes patents, amb un 20%.

## Persones claus
Microsoft Research inclou Microsoft Research labs i Microsoft Research AI, dirigits pel tècnic Eric Horvitz i Microsoft Research NeXT (per a noves experiències i tecnologies), dirigit pel vicepresident corporatiu Peter Lee.

## Àrees de recerca
Microsoft Research es classifica en les àrees generals següents:
- Algoritmes i teoria
- Comunicació i col·laboració
- Lingüística computacional
- Ciència computacional
- Visió d'ordinador
- Sistemes computacionals i treball en xarxa
- Mineria de dades i gestió
- Economia i computació
- Educació
- Jocs
- Gràfics i multimèdia
- Maquinari i dispositius
- Salut i benestar
- Interacció persona-ordinador
- Aprenentatge automàtic i intel·ligència artificial
- Computació mòbil
- Informàtica quàntica
- Recerca, recuperació d'informació, i gestió del coneixement
- Seguretat i privadesa
- Mitjans de comunicació socials
- Ciències socials
- Desenvolupament de programari
- Eines i llengües
- Reconeixement de veu, síntesi, i sistemes de diàleg
- Tecnologies per a mercats emergents

Microsoft Research patrocina la beca Microsoft Research per a estudiants de postgrau.

## Laboratoris de recerca
Microsoft té laboratoris de recerca a tot el món:
- Microsoft Research Redmond va ser fundada al campus de Microsoft Redmond el 1991. Té al voltant de 350 investigadors i està dirigit per Donald Kossmann. La major part de les investigacions del campus de Redmond, Washington, se centren en àrees de recerca com la teoria, la intel·ligència artificial, l'aprenentatge automàtic, sistemes i xarxes, seguretat, privadesa, interacció persona-ordinador i tecnologies portàtils.

- Microsoft Research Cambridge va ser #fundar en el Regne Unit dins 1997 per Roger Needham i és al comandament de Christopher Bisbe. Antony Rowstron i Abigail Sellen és Directors d'Ajudant i el Director d'Innovació és Haiyan Zhang. El laboratori d'@Cambridge condueix recerca d'informàtica bàsica en una varietat ampla de temes, incloent aprenentatge de màquina, seguretat i informació retrieval, i manté corbates properes a la Universitat d'@Cambridge i la Universitat de Laboratori d'Ordinador de l'@Cambridge.

- Microsoft Research Asia' va ser fundada a Pequín el novembre de 1998. Microsoft Research Asia s'ha expandit ràpidament i es va convertir en un laboratori de recerca de referència mundial amb més de 230 investigadors i desenvolupadors i més de 300 científics i estudiants visitants, el focus dels quals inclou interfícies d'usuari naturals, multimèdia d'última generació, informàtica intensiva en dades, recerca i publicitat en línia i fonaments informàtics.

- Microsoft Research India, situat primer a Hyderabad el 1998, que es va convertir en el campus d'I+D més gran fora dels EUA i més tard a Bangalore, va ser fundat el gener de 2005. El laboratori realitza investigacions bàsiques i aplicades a llarg termini en diferents àrees: criptografia, seguretat i algorismes; geografia digital; mobilitat, xarxes i sistemes; sistemes multilingües; enginyeria de programari rigorós; i tecnologia per als mercats emergents. Microsoft Research India també col·labora extensament amb institucions i universitats de recerca a l'Índia i a l'estranger per donar suport al progrés científic i la innovació.

- Microsoft Research Station Q, ubicat al campus de la Universitat de Califòrnia a Santa Barbara, va ser fundat el 2005. Els col·laboradors de la Estació Q exploren enfocaments teòrics i experimentals per crear l'analògic quàntic del bit tradicional: el qubit. El grup està liderat pel Dr. Michael Freedman, un reconegut matemàtic que ha guanyat la prestigiosa Medalla Fields, el màxim honor en matemàtiques.

- Microsoft Research New England va ser establerta el 2008 a Cambridge, Massachusetts per Jennifer Chayes al costat del campus del MIT. El laboratori de Nova Anglaterra es basa en el compromís de Microsoft de col·laborar amb la comunitat de recerca més àmplia i persegueix noves àrees d'investigació i interdisciplinàries que reuneixen a científics i científics de base per comprendre, modelar i habilitar les experiències informàtiques i en línia del futur.

- Microsoft Research New York City va ser establerta el 3 de maig de 2012. Jennifer Chayes és la directora general d'aquest lloc i el laboratori de Nova Anglaterra, amb investigadors dels dos laboratoris que treballen en concert. El laboratori de la ciutat de Nova York col·labora amb acadèmics i altres laboratoris de Microsoft Research per avançar en l'estat de la tècnica en ciències socials computacionals i comportamentals, economia computacional i mercats de predicció, aprenentatge automàtic i recuperació d'informació.

## Antics laboratoris de recerca
- Microsoft Research Silicon Valley,[4] ubicat a Mountain View, Califòrnia, va ser fundat a l'agost de 2001 i es va tancar el setembre de 2014. La investigació de Silicon Valley es va centrar en la informàtica distribuïda i va incloure la seguretat i la privadesa, protocols, tolerància a errors, sistemes a gran escala, concurrència, arquitectura informàtica, motor de cerca i serveis i teoria relacionada.

## Col·laboracions
Microsoft Research inverteix en investigacions conjuntes de col·laboració plurianual amb institucions acadèmiques del Centre Nacional de Supercomputació de Barcelona, INRIA, Universitat Carnegie Mellon, Massachusetts Institute of Technology, Sao Paulo Research Foundation (FAPESP), Microsoft Research Center for Social NUI i altres.